# أساسيات علم السياسة
أساسيات علم السياسة (بالإنجليزية: Politics: The Basics) كتاب من تأليف ستيفن  تانسى، ونايجل جاكسون  صدر من ترجمة د. محي الدين حميدي  إلى العربية عام 2016 عن دار الفرقد في 317 صفحة. الكتاب يهدف إلى مساعدة القراء على تكوين أفكارهم حول علم السياسة، ويتم التركيز على التعريف ببعض أهم الحجج الأساسية في علم السياسة والمفاهيم المرتبطة به.

## من مقدمة الكتاب
لمن يتوجه هذا الكتاب، وما هو موضوعه
صّمم هذا الكتاب بوصفه مدخلاً أساسياً لدراسة سياسة القرن الحادي والعشرين؛ ولا ندعي أننا قادران على التنبؤ، يقينا، بشكل القرن الجديد السياسي. على أية حال؛ من الواضح مسبقاً أن العديد من وجهات النظر السابقة عن التنافس بين القوى الكبرى، والحرب الإيديولوجية والطبقية التي هيمنت على حقبة الحرب الباردة تبدو أنها ذات شأن ضعيف الآن. فيما مواضيع كالبيئة والتقنية الجديدة والإسلام والإرهاب والحركة النسوية؛ ودور ما اصطلح على تسميته في الماضي بالعالم الثالث (يشار إليه بالجنوب في هذا الكتاب) يحتمل أن تتقدم لتحتل مكانة مركزية. ولا يبدو بعد أن مدخلا عن علم السياسة يعتمد منهج البلد الواحد ضيق الأفق سيكون معقولاً في حقبة من الاتكال المتبادل الدولي المتزايد.
القراء الذين في مخيلتنا هم أولئك الذين لا يعرفون علم السياسة معرفة منهجية أو ليس لديهم مواقف ثابتة تجاهها. والقصد من هذا الكتاب أن يساعد مثل هؤلاء القراء على تشكيل أفكارهم حيال علم السياسة؛ وفي الوقت نفسه فهم المزيد عن الفرع الأكاديمي لعلم السياسة. وبشكل خاص، فقد وجد فيه طلبة ما قبل المرحلة الجامعية؛. سواء أدرسوا أم لم يدرسوا العلوم السياسية في مدارسهم؛ إشارة مفيدة للأرضية التي تغطيها المقررات الجامعية. كما وجد أن الكتاب مفيد لطلاب الإجازة الجامعية الذين يبدؤون دراسة مقررات في العلوم السياسية. وقد شكل أيضا الأساس لمقررات فرعية قصيرة في علم السياسة مرحلة ما قبل التخرج وما بعد التخرج وخارج غرف التدريس. على أية حال: نأمل أن يجد القراء ذوو العقول المنفتحة والأذكياء من الجيل الأقدم والشباب على حد سواء كثيراً من المتعة في هذا المنهج.

## محتوى الكتاب
- مقدمة: لمن يتوجه هذا الكتاب، وما هو موضوعه - كيف نظم الكتاب – كيفية استخدام هذا الكتاب.
- شكر وعرفان
- إهداء
- الطبعة الرابعة
الفصل الأول: علم السياسة
دور السياسة في حياتنا اليومية – ما علم السياسة – مقاربات لدراسة السياسة – الفكر التقليدي – علم الإجتماع والسياسة – مدارس العلوم السياسية – نظريات، نماذج، أمثلة – النقد الراديكالي ونقد ما بعد الحداثة – خاتمة – قراءات إضافية – مواقع إلكترونية.
الفصل الثاني: الأنظمة
الدول والمجتمعات – السياسة من دون الدولة: المجتمعات القبلية – النظام الإقطاعي – دول من دون أمم: ممالك – دول من دون أمم: إمبراطوريات – الأمم والدول – الدولة الأمة والسيادة – السياسة بين الدول.
الفصل الثالث: المفاهيم
الطبيعة البشرية والسياسية – هل الدولة ضرورية – لماذا علي أن أطيع الدولة – طبيعة السلطة – ما العدالة – الفردية مقارنة بالجماعية – الحقوق: الطبيعية، الإنسانية، القانونية – المساواة – الحرية الإيجابية والسلبية – تحليل المفاهيم السياسية – قراءات إضافية – مواقع على شبكة الإنترنت.
الفصل الرابع: الإيديولوجيات
الإيديولوجية – «اليمن» في مواجهة «اليسار» – اليمين القديم: الملكية – اليمين الراديكالي: النازية والفاشية – الماركسية – اللينينية والستالينية – الماركسيات الأخرى – الراديكالية – التوحيد الراديكالي: الكاثوليكي والبروتستانتي والإسلامي – علم البيئة بوصفه راديكالية سياسية – الحركة النسوية بوصفها راديكالية سياسية – الليبرالية – المذهب المحافظ – التاتشرية والمذهب المحافظ الجديد – الديمقراطية المسيحية – الإشتراكية والديمقراطية الإجتماعية – التشاركية و«الطريق الثالث» – قراءات إضافية – مواقع على الشبكة.
الفصل الخامس: العمليات
الهوية السياسية – التأهيل الإجتماعي السياسي والثقافة السياسية – المحلية، القومية، الدين والعرقية – الصراع العرقي والإثني – الهيمنة والتمثل والتعددية الاجتماعية – النخب والطبقات والتعددية السياسية – التغيير السياسي – الانقلابات والثورات – الترويع والإرهاب – صراع الطبقات في القرن الواحد والعشرين – السياسة ما بعد الصناعة: الحكومة الإلكترونية – «الجنوب» مقابل «الشمال» – الخاتمة – قراءات إضافية – مواقع على الشبكة.
الفصل السادس: الدول
أنماط الدول – الديمقراطية ودولة الرفاه والسوق – أشكال الديمقراطية التمثيلية – حكم الفرد المطلق العسكري - حكم الفرد المطلق المدني – الحكومات الاستبدادية – الحكومة النازية – الحكومة السوفيتية – الحكومة الإسلامية: كسر القالب – الحكومة متعددة المستويات – المؤسسات السياسية الأوروبية – الحكومة المحلية – الخاتمة – قراءات إضافية – مواقع على الشبكة.
الفصل السابع: الديمقراطية
كيف يمكن للحكومة أن تكون «ديمقراطية» – المشاركة والديمقراطية المباشرة – اختيار الحكام – الأنظمة الانتخابية – السلطة التنفيذية – الهيئة التشريعية – السلطة القضائية – الدساتير والدستورية – الحقوق والدساتير – رسم السياسة التعددية – النقابية – المركزية – التواصل السياسي – الأحزاب السياسية – «التلفيق» والتسويق السياسي – مجموعات المصالح – وسائل الإعلام الجماهيرية – الإنترنت – الديمقراطية والتواصل – قراءات إضافية – مواقع إلكترونية.
الفصل الثامن: السياسات
مشاكل السياسة العامة وحلولها – اختيار آليات اتخاذ القرار الإجتماعية – الحالة الخاصة بالسوق – مشاكل إتخاذ القرار في اقتصاد السوق – المنظمة التطوعية – رسم السياسة العقلانية: البيروقراطية – مشاكل رسم السياسة «العقلانية» – اتخاذ القرار تدريجيا – العملية السياسية – تنفيذ السياسة العامة – إدارة السياسة العامة المحلية – الحكومة متعددة المستويات – تقييم السياسة العامة – مراقبة الأداء في السياسة العامة – تقييم نتائج السياسات: توزيع الثروة والدخل – العملية السياسية لرسم السياسة – هل من أزمة في السياسة الديمقراطية – القيام بالفعل السياسي – قراءات إضافية – مواقع على الإنترنت.

## وصلات خارجية
https://www.goodreads.com/book/show/20971570-politics أساسيات علم السياسة
https://archive.org/details/20211205_20211205_1122 أساسيات علم السياسة